# الدوري الإسباني الدرجة الثانية 1975–76
دوري الدرجة الثانية الإسباني 1975–76 (بالإسبانية: Segunda División de España 1975-76)‏ هو الموسم 45 من دوري الدرجة الثانية الإسباني. أشرف على تنظيمه الاتحاد الملكي الإسباني لكرة القدم، وكان عدد الأندية المشاركة فيه 20، وفاز فيه نادي بورغوس.